# BKCP-Powerplus/2011
Deze pagina geeft een overzicht van de BKCP-Powerplus-wielerploeg in 2011.

## Algemene gegevens
Sponsors: BKCP, Powerplus
Algemeen manager: Philip Roodhooft
Ploegleider: Christoph Roodhooft
Fietsmerk: Stevens
Kopman: Niels Albert

## Renners
| Naam                  | Geboortedatum | Nationaliteit | Ploeg 2010 | Opmerking |
| Mannen                | Mannen        | Mannen        | Mannen     | Mannen    |
| --------------------- | ------------- | ------------- | ---------- | --------- |
| Jens Adams            | 05-06-1992    | België        | Neo        |           |
| Niels Albert          | 05-02-1986    | België        |            |           |
| Wietse Bosmans        | 30-12-1991    | België        |            |           |
| Enrico Franzoi        | 08-08-1982    | Italië        |            | tot 22/7  |
| Arnaud Jouffroy       | 21-02-1990    | Frankrijk     |            | tot 31/5  |
| Lubomir Petrus        | 17-07-1990    | Tsjechië      |            |           |
| Radomír Šimůnek       | 06-09-1983    | Tsjechië      |            |           |
| David van der Poel    | 15-06-1992    | Nederland     | Neo        |           |
| Dieter Vanthourenhout | 20-06-1985    | België        |            |           |
| Gianni Vermeersch     | 19-11-1992    | België        | Neo        |           |
| Philipp Walsleben     | 19-11-1987    | Duitsland     |            |           |

## Overwinningen op de weg
| Ronde van de Elzas 2e etappe: Niels Albert Mi-Août en Bretagne 3e etappe: Philipp Walsleben |

Mannen: 2009 · 2010 · 2011 · 2012 · 2013 · 2014 · 2015 · 2016 · 2017 · 2018 · 2019 · 2020 · 2021 · 2022 · 2023 · 2024 · 2025
Vrouwen: 2020 · 2021 · 2022 · 2023 · 2024 · 2025